# Верх-Сузун
Верх-Сузун (рос. Верх-Сузун) — село у Сузунському районі Новосибірської області Російської Федерації.
Входить до складу муніципального утворення Верх-Сузунська сільрада. Населення становить 829 осіб (2010).

## Історія
Згідно із законом від 2 червня 2004 року органом місцевого самоврядування є Верх-Сузунська сільрада.

## Населення
| 2002 | 2007 | 2010 |
| ---- | ---- | ---- |
| 866  | ↗900 | ↘829 |